# Aleksandr Shubin
Aleksandr Aleksandrovich Shubin (tiếng Nga: Александр Александрович Шубин; sinh ngày 27 tháng 12 năm 1996) là một cầu thủ bóng đá người Nga thi đấu cho FC Ural Yekaterinburg và FC Ural-2 Yekaterinburg.

## Sự nghiệp câu lạc bộ
Anh có màn ra mắt tại Giải bóng đá chuyên nghiệp quốc gia Nga cho FC Ural-2 Yekaterinburg vào ngày 19 tháng 7 năm 2017 trong trận đấu với F.K. Mordovia Saransk.